# Diskografija Steppenwolfa
Ovo je opsežan popis službenih izdanja kanadskog rock sastava Steppenwolf.

### Studijski albumi
| Godina | Naziv                  | Pozicija na Top ljestvici (SAD) | RIAA Certifikat |
| ------ | ---------------------- | ------------------------------- | --------------- |
| 1968.  | Steppenwolf            | 6                               | SAD: Zlatni     |
| 1968.  | The Second             | 3                               | SAD: Zlatni     |
| 1969.  | At Your Birthday Party | 7                               |                 |
| 1970.  | Monster                | 17                              | SAD: Zlatni     |
| 1970.  | Steppenwolf 7          | 19                              |                 |
| 1971.  | For Ladies Only        | 54                              |                 |
| 1974.  | Slow Flux              | 47                              |                 |
| 1975.  | Hour of the Wolf       | 155                             |                 |
| 1976.  | Skullduggery           | —                               |                 |
| 1982.  | Wolftracks             | —                               |                 |
| 1984.  | Paradox                | —                               |                 |
| 1987   | Rock & Roll Rebels     | 171                             |                 |
| 1990.  | Rise & Shine           | —                               |                 |

### Uživo
| Godina | Naziv              | Pozicija na Top ljestvici (SAD) | RIAA Certifikat |
| ------ | ------------------ | ------------------------------- | --------------- |
| 1969.  | Early Steppenwolf  | 29                              |                 |
| 1970.  | Steppenwolf Live   | 7                               | SAD: Zlatni     |
| 1981.  | Live in London     | —                               |                 |
| 1995.  | Live at 25         | —                               |                 |
| 2004.  | Live in Louisville | —                               |                 |

### Kompilacije
| Naziv                                                                     | Pozicija na Top listi | RIAA Certifikat   |
| Naziv                                                                     | SAD                   | RIAA Certifikat   |
| ------------------------------------------------------------------------- | --------------------- | ----------------- |
| Gold: Their Great Hits                                                    | 24                    | - SAD: Zlatni     |
| Rest in Peace                                                             | 62                    |                   |
| 16 Greatest Hits                                                          | 152                   | - SAD: Platinasti |
| Sixteen Great Performances                                                | —                     |                   |
| The ABC Collection                                                        | —                     |                   |
| Born to Be Wild - A Retrospective                                         | —                     |                   |
| Silver                                                                    | —                     |                   |
| All Time Greatest Hits                                                    | —                     |                   |
| 20th Century Masters – The Millennium Collection: The Best of Steppenwolf | —                     | - SAD: Zlatni     |
| The Collection                                                            | —                     |                   |
| Steppenwolf Gold                                                          | —                     |                   |
| The ABC/Dunhill Singles Collection                                        | —                     |                   |

## Singlovi
| Godina                                  | Singl                                           | Pozicija na Top ljestvici | Pozicija na Top ljestvici | Pozicija na Top ljestvici | Pozicija na Top ljestvici | Certifikacije | Album                                                                     |
| Godina                                  | Singl                                           | SAD                       | NJEMAČKA                  | NORVEŠKA                  | UK                        | Certifikacije | Album                                                                     |
| --------------------------------------- | ----------------------------------------------- | ------------------------- | ------------------------- | ------------------------- | ------------------------- | ------------- | ------------------------------------------------------------------------- |
| 1967                                    | "A Girl I Knew"/"The Ostrich"                   | —                         | —                         | —                         | —                         |               | Steppenwolf                                                               |
| 1968                                    | "Born to Be Wild"/"Everybody's Next One"        | 2                         | 20                        | 5                         | 30                        | - SAD: Zlatni | Steppenwolf                                                               |
| 1968                                    | "The Pusher"/"Your Wall's Too High"             | —                         | —                         | —                         | —                         |               | Steppenwolf                                                               |
| 1968                                    | "Sookie Sookie"/"Take What You Need"            | —                         | —                         | —                         | —                         |               | Steppenwolf                                                               |
| 1968                                    | "Magic Carpet Ride"/"Sookie Sookie"             | 3                         | 11                        | —                         | —                         | - SAD: Zlatni | Steppenwolf the Second                                                    |
| 1969                                    | "Rock Me"/"Jupiter Child"                       | 10                        | —                         | —                         | —                         |               | At Your Birthday Party                                                    |
| 1969                                    | "It's Never Too Late"/"Happy Birthday"          | 51                        | —                         | —                         | —                         |               | At Your Birthday Party                                                    |
| 1969                                    | "Move Over"/"Power Play"                        | 31                        | 19                        | —                         | —                         |               | Monster                                                                   |
| 1969                                    | "Monster"/"Berry Rides Again"                   | 39                        | —                         | —                         | —                         |               | Monster                                                                   |
| 1970                                    | "Hey Lawdy Mama"/"Twisted"                      | 35                        | 33                        | —                         |                           |               | Steppenwolf Live                                                          |
| 1970                                    | "Screaming Night Hog"/"Spiritual Fantasy"       | 62                        | —                         | —                         | —                         |               | Gold: Their Great Hits                                                    |
| 1970                                    | "Who Needs Ya"/"Earschplittenloudenboomer"      | 54                        | —                         | —                         | —                         |               | Steppenwolf 7                                                             |
| 1970                                    | "Snowblind Friend"/"Hippo Stomp"                | 60                        | —                         | —                         | —                         |               | Steppenwolf 7                                                             |
| 1971                                    | "Ride with Me"/"Black Pit"                      | 52                        | —                         | —                         | —                         |               | For Ladies Only                                                           |
| 1971                                    | "For Ladies Only"/"Sparkle Eyes"                | 64                        | —                         | —                         | —                         |               | For Ladies Only                                                           |
| 1974                                    | "Straight Shootin' Woman"                       | 29                        | —                         | —                         | —                         |               | Slow Flux                                                                 |
| 1975                                    | "Get Into the Wind"                             | —                         | —                         | —                         | —                         |               | Slow Flux                                                                 |
| 1975                                    | "Smokey Factory Blues"                          | 108                       | —                         | —                         | —                         |               | Slow Flux                                                                 |
| 1975                                    | "Caroline (Are You Ready For The Outlaw World)" | —                         | —                         | —                         | —                         |               | Hour of the Wolf                                                          |
| 1981                                    | "Hot Night in a Cold Town"                      | —                         | —                         | —                         | —                         |               | Wolftracks                                                                |
| 1999                                    | "Born to Be Wild" (re-release)                  | —                         | —                         | —                         | 18                        |               | 20th Century Masters – The Millennium Collection: The Best of Steppenwolf |
| "—" denotes releases that did not chart |                                                 |                           |                           |                           |                           |               |                                                                           |